# Ети (Горња Корзика)
Ети (фр. Aiti) насеље је и општина у Француској у региону Корзика, у департману Горња Корзика која припада префектури Кор.
По подацима из 2011. године у општини је живело 33 становника, а густина насељености је износила 2,71 становника/km². Општина се простире на површини од 12,17 km². Налази се на средњој надморској висини од 735 метара (максималној 1.120 m, а минималној 240 m).

## Демографија
| 1962. | 1968. | 1975. | 1982. | 1990. | 1999. | 2011. |
| ----- | ----- | ----- | ----- | ----- | ----- | ----- |
| 52    | 59    | 32    | 16    | 26    | 24    | 33    |

График промене броја становника у току последњих година